# ماکس پروتس
ماکس فردیناند پروتس (به آلمانی: Max Ferdinand Perutz) (زاده ۱۹ مه ۱۹۱۴ در وین، اتریش – درگذشته ۶ فوریه ۲۰۰۲ در کمبریج، انگلستان) شیمیدان انگلیسی زاده وین است. او در سال ۱۹۶۲ به‌طور مشترک به همراه جان سی کندرو برای مطالعات خود به روی ساختارهای پروتئین‌های کروی موفق به دریافت جایزه نوبل شیمی شد.